# NHK 디지털 위성 하이비전
NHK 위성 하이비전은 NHK의 위성방송국 중 하나이며 약칭은 BS hi이다.

## 개요
- 고정밀 디지털 방송 기술과 하이비전의 특성을 살리기 위해 스포츠중계나 교양·다큐멘터리프로그램을 주로 편성하고 있다.
- 위성 제1,제2방송과 달리 지상파 재발송신을 잘하지 않고 있다.
- BS 아날로그 방송으로도 방송을 하고 있었지만 2007년 9월 30일 정규방송이 중단된 뒤 한달후인 10월 31일 완전히 정파했으며 디지털 방송의 경우 2010년 12월 9일, 2011년 3월 31일 하이비전 채널을 폐지하고 BS2방송과 통합해 교양·문화 프로그램 중심의 새 하이비전 채널 「NHK BS 프리미엄」으로 새로이 개국하게 되었다.

## 연혁
- 1989년 6월 1일　BS2 본방송 개시에 수반해 BS2를 이용해 1시간 실험 방송을 개시(원칙으로서 14시~15시.스모 대회 기간에는 17시~18시)
- 1991년 11월 25일　시험 방송 개시
- 1994년 11월 25일 실용화 시험방송 시작
- 2000년 12월 1일　디지털 위성 하이비전 본방송 개시.방송 개시 당초의 명칭은 「NHK 디지털 하이비전」이었지만 2003년 12월 1일 개시된 지상 디지털 텔레비전 방송에서도 하이비전 방송을 하게 되므로현재의 「NHK 디지털 위성 하이비전」이라는 명칭으로 바뀌었다
  - 예전 실용화 시험 방송국은 NHK 소속 위성방송국 「NHK 하이비전 방송」이 되면서 디지털 위성 하이비전과 동시방송을 실시했다.
  - 또한 디지털 방송국은 그 방송국이 아닌 다른 방송사업자가 일괄적으로 관리·콜사인을 보유하고 있어서 NHK방송국만의 단체 콜사인은 없다.
- 2006년 4월 잇따르는 불상사에 의한 수신료 수입의 감소로 24시간 방송 중지.
- 2007년 9월 30일 10월 1일오전 1시부터 아날로그 하이비전 방송을 종료하면서 방송 종료를 알리는 정지화면만 내보내기 시작했다.
- 2007년 10월 31일 아날로그 하이비전 방송 완전 정파.
- 2011년 3월 31일 새벽 0시를 기해 디지털 방송도 종료되었고 BS2도 같이 방송종료되었다.
- 2011년 4월 1일 오전 6시 같이 종료된 BS2와 BS 하이비전이 통합되어 NHK BS 프리미엄으로 재개국하였다.

## 같이 보기
- 하이비전